# 橘鰭盔魚
橘鰭盔魚，為輻鰭魚綱鱸形目隆頭魚亞目隆頭魚科的其中一種，分布於西太平洋的澳洲'菲律賓、印尼海域，棲息深度9-33公尺，體長可達15公分，棲息在沙石底質礁石區，生活習性不明，可作為觀賞魚。

## 擴展閱讀
維基物種上的相關：橘鰭盔魚